# 快易通

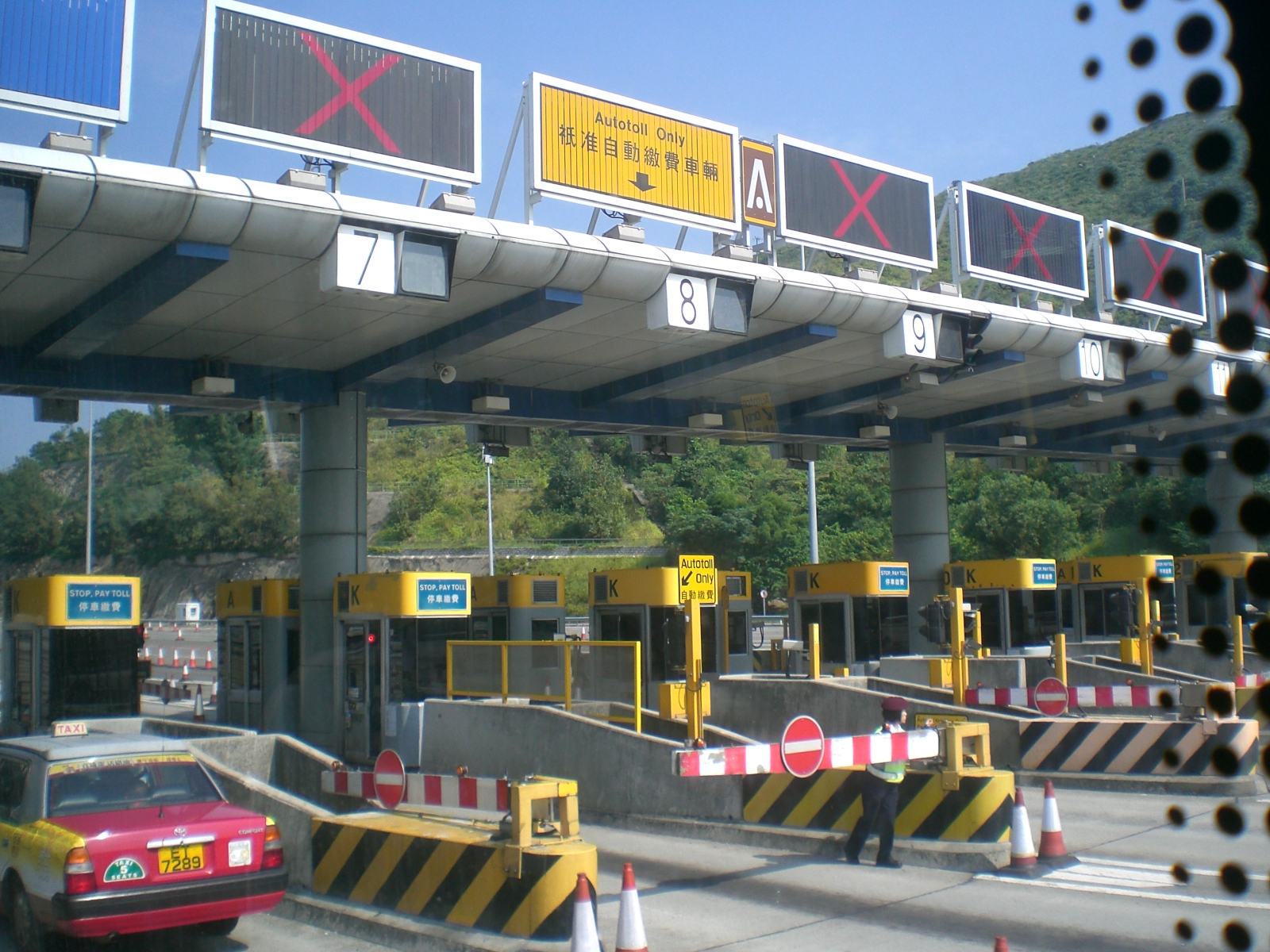
Autotoll 快易通收費站

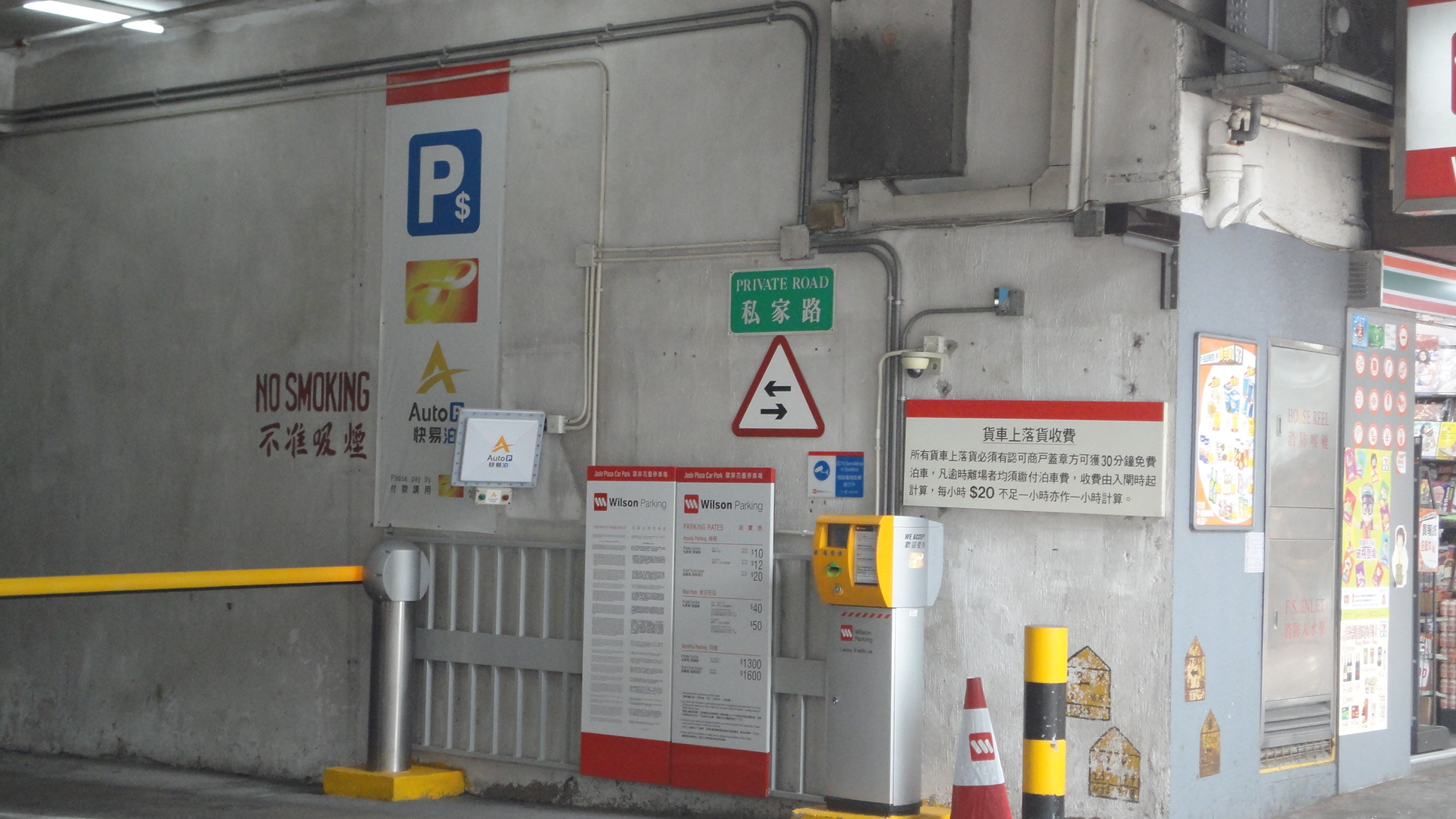
在大埔翠屏花園停車場的入閘口，裝有快易泊感應器

快易通（英語：Autotoll）（前身為駕易通（英語：Autopass）1992年6月1日－1998年9月30日）是使用於香港的自動道路繳費系統（ETC）。

## 簡介
快易通由前身駕易通和易通咭兩套獨立的自動道路繳費系統合併而成，於1998年10月1日起使用。
由於兩套獨立的系統（另一套為「易通咭」系統），對駕駛人士構成不便，在香港特區政府的支持下，「駕易通」與「易通咭」兩家公司在1998年10月1日起把兩個系統合併（統一改用「駕易通」系統，同時停用「易通咭」系統），並易名為「快易通」，在原本已安裝收費系統的9條隧道及1條橋樑繼續提供服務，其後於2008年3月擴展至剛啟用的尖山隧道及沙田嶺隧道。
快易通目前是香港自動道路繳費系統的唯一供應商，股東包括威信集團及港通控股有限公司。
已裝設快易通感應器「標籤」的汽車與其他國家之電子道路繳費系統一樣，毋須在繳費廣場停車繳費，可直接通過指定繳費亭。
快易通是預付式消費。使用快易通的汽車及司機登記時均設立預繳戶口，每月行政費HK$35（於1998年10月前只登記「易通咭」系統之車主每月行政費則為HK$25）（於2023年5月1日起，因應「易通行」推出而豁免行政費）。每次通過隧道／收費橋樑，繳費廣場微波感應連接收費亭內的裝置，並在預繳戶口中扣除所收費用。按照不同類型車輛，預繳費由HK$500至HK$3,000不等。
快易通在2006年推出「快易泊」服務，已裝設快易通「標籤」的汽車可免費加註「快易泊」，在接受「快易泊」服務的停車場，毋須在閘口停車繳費，閘杆會自動打開。

## 歷史
1992年6月，駕易通有限公司將自動道路繳費系統引進香港，並首先在香港仔隧道進行試驗。其後於1993年8月，ETC系統被安裝在多條較為繁忙的隧道，包括紅磡海底隧道、東區海底隧道、及獅子山隧道，其後在1997年5月擴展至剛啟用的西區海底隧道，至1998年6月在剛啟用的大欖隧道開始使用，至同年7月再擴展至青嶼幹線。
1995年9月，易通咭有限公司獨自發展了另一套自動道路繳費系統，並於翌年5月安裝在大老山隧道進行試驗，其後在1997年10月擴展至城門隧道及將軍澳隧道，此系統與「駕易通」系統並不兼容。另外，青嶼幹線及大欖隧道原本也在擴展使用之列，但在1998年中隨著兩個系統計劃合併而棄用「易通咭」系統，並改用「駕易通」系統。
由於兩套獨立的系統，對駕駛人士構成不便，在香港特區政府的支持下，「駕易通」與「易通咭」兩家公司在1998年10月1日起把兩個系統合併（統一改用「駕易通」系統，同時停用「易通咭」系統），並易名為「快易通」，在原本已安裝收費系統的9條隧道及1條橋樑繼續提供服務，其後於2008年3月擴展至剛啟用的尖山隧道及沙田嶺隧道。
快易通在2006年推出「快易泊」服務，已裝設快易通「標籤」的汽車可免費加註「快易泊」，在接受「快易泊」服務的停車場，毋須在閘口停車繳費，閘杆會自動打開。
由於政府在2023年5月7日起逐步實施「易通行」服務，凡實施「易通行」服務的政府收費隧道陸續取消「快易通」行車線。大欖隧道於2025年5月31日起移交予政府營運後，「快易通」在政府收費隧道的服務正式完成歷史任務。
港珠澳大橋仍然使用「快易通」車道。

## 服務道路

### 道路標識
| 收費系統之前身                 | 收費隧道／公路                  | 使用日期       | 停用日期       | 停用原因           |
| ------------------------------ | ------------------------------- | -------------- | -------------- | ------------------ |
| 1998年10月前使用駕易通收費系統 | 香港仔隧道（1號幹線）           | 1992年6月      | 2023年12月24日 | 改用易通行收費系統 |
| 1998年10月前使用駕易通收費系統 | 紅磡海底隧道（1號幹線）         | 1993年8月      | 2023年7月23日  | 改用易通行收費系統 |
| 1998年10月前使用駕易通收費系統 | 東區海底隧道（2號幹線）         | 1993年8月      | 2023年8月27日  | 改用易通行收費系統 |
| 1998年10月前使用駕易通收費系統 | 西區海底隧道（3號幹線）         | 1997年5月5日   | 2023年8月6日   | 改用易通行收費系統 |
| 1998年10月前使用駕易通收費系統 | 獅子山隧道（1號幹線）           | 1993年8月      | 2023年5月28日  | 改用易通行收費系統 |
| 1998年10月前使用駕易通收費系統 | 大欖隧道（3號幹線）             | 1998年6月      | 2025年5月31日  | 改用易通行收費系統 |
| 1998年10月前使用駕易通收費系統 | 青嶼幹線（8號幹線）             | 1998年7月      | 2020年12月27日 | 改為免費道路       |
| 1998年10月前使用易通咭收費系統 | 將軍澳隧道（7號幹線）           | 1997年10月     | 2022年12月11日 | 改為免費隧道       |
| 1998年10月前使用易通咭收費系統 | 城門隧道（9號幹線）             | 1997年10月     | 2023年5月21日  | 改用易通行收費系統 |
| 1998年10月前使用易通咭收費系統 | 大老山隧道（2號幹線）           | 1996年5月      | 2023年11月26日 | 改用易通行收費系統 |
| 1998年10月後啟用之道路         | 尖山隧道及沙田嶺隧道（8號幹線） | 2008年3月21日  | 2023年5月7日   | 改用易通行收費系統 |
| 1998年10月後啟用之道路         | 港珠澳大橋                      | 2018年10月24日 | 不適用         | 不適用             |

## 外部連結
- 快易通 （页面存档备份，存于）